# 신수동마을버스
신수동마을버스는 서울특별시 마포구의 마을버스 업체이다. 본사 사무실은 서울특별시 마포구 광성로 37(신수동 93-10) 서강대역 근처에 있다. 계열사로는 신수교통과 영등포구 마을버스 업체인 형일교통이 있다.

## 운행 노선
- ● 마포11번: 신촌역 - 마포역
- ● 마포12번: 신촌역 - 마포역
- ● 마포17번: 공덕시장 - 공덕시장

## 보유 차량
전 차량이 NEW BS090으로 운행하며 차량 대수는 13대이다.